# Catagramma philomena
Catagramma philomena är en fjärilsart som beskrevs av Charles Oberthür. Catagramma philomena ingår i släktet Catagramma och familjen praktfjärilar. Inga underarter finns listade i Catalogue of Life.